# Jos Schurgers
Jos Schurgers (Haarlem, 18 februari 1947) is een Nederlandse motorcoureur. Hij begon met racen in 1968 en deed in totaal 25 keer mee aan een motor Grand Prix, waarbij hij elf keer een podiumplaats haalde. Jos Schurgers won eenmaal, namelijk in 1973 bij de Grand Prix van België in de 125cc klasse. Hij stopte met zijn racecarrière in 1975. Voor het seizoen 1973 werd hem door de KNMV de Hans de Beaufort-beker toegekend. Hij heeft meegewerkt aan de styling van de Van Veen OCR. In de jaren 90 had hij succes met motorfietskuipen van zijn bedrijf Schurgers design. 

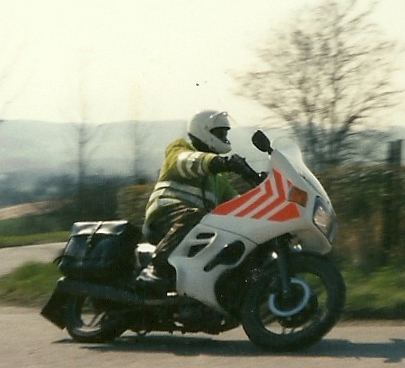
Schurgers Design JS 980-toerkuip op een militaire Moto Guzzi V 50 NATO.